# РСБ (радиостанция)

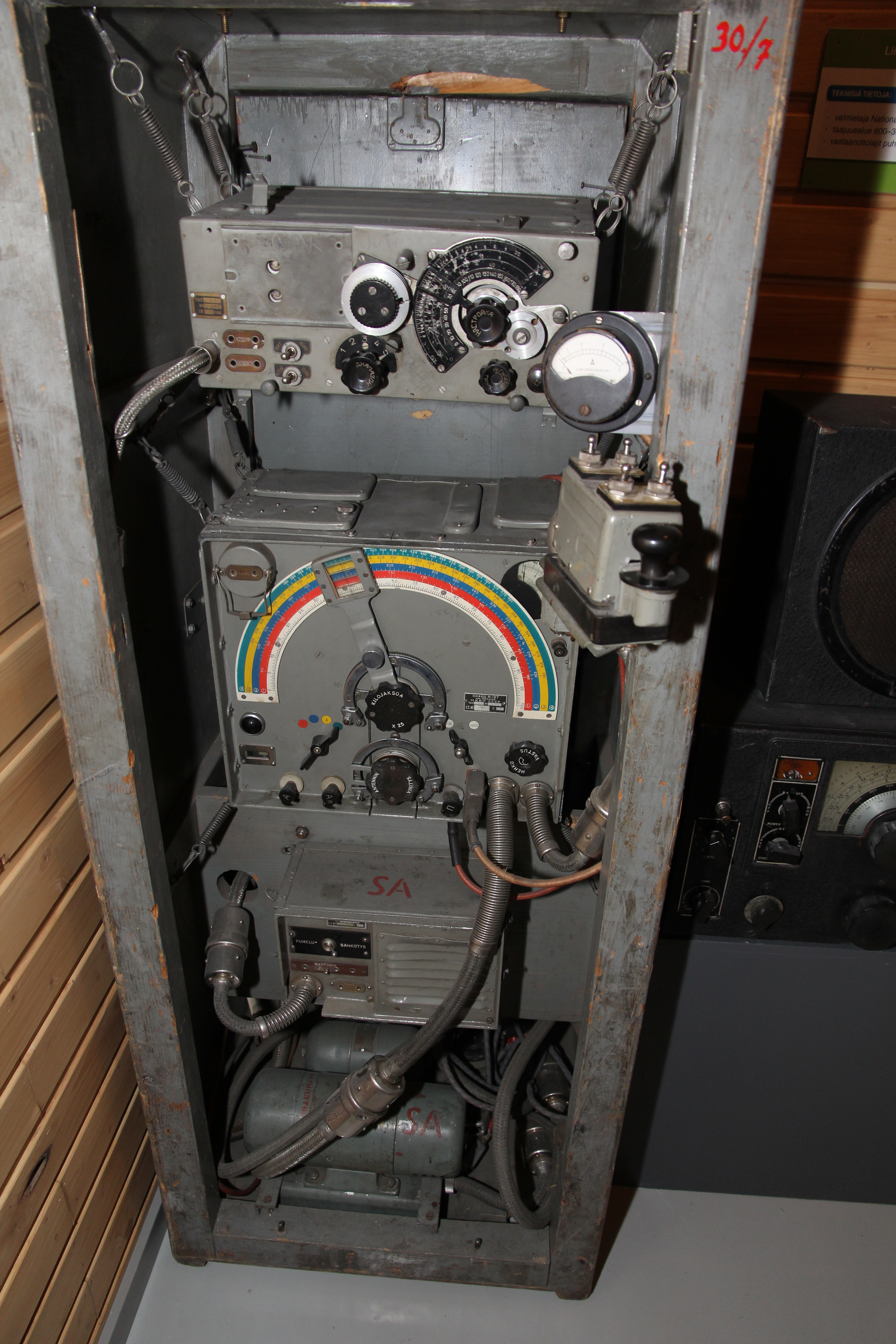
РСБ в финском музее средств связи ВВС

Передняя панель передатчика РСБ

Приёмник УС (УС-1)

РСБ «Двина» (аббревиатура от Радиостанция Самолета-Бомбардировщика,) — советская авиационная бортовая коротковолновая телеграфно-телефонная радиостанция. Была разработана в 1934 году, с 1938 года выпускалась также в сухопутном варианте (РСБ-Ф). Имеет большое количество модификаций различного назначения.

## Параметры станции РСБ обр. 1936 года
Принята в производство в 1936 году. Состояла из передатчика РСБ и восьмилампового супергетеродинного радиоприёмника УС, в комплект также входили три умформера и ряд дополнительных блоков. Общая масса радиостанции 56 кг.
- Напряжение питания 26в±10 %
- Диапазон частот передатчика: 2,5…12 МГц
- Диапазон частот приемника УС: 0,162…12 МГц
- Режимы работ: телеграф с амплитудной манипуляцией, телефон с амплитудной модуляцией
- Выходная антенная мощность: 10 — 75 Вт (зависит от режима работы)
- Максимальная дальность телефонной связи: около 350 км
- Максимальная дальность телеграфной связи: около 1500 км

Использовалась на борту самолетов СБ, Пе-2, Пе-8, Ли-2, Ил-4 и Ер-2, а также для оснащения штабных радиоподразделений дивизионного и бригадного звена. Могла применяться также для радионавигации при помощи наземных радиомаяков и радиопеленгаторов и работать в дуплексном режиме (на самолетах этот режим был не возможен, поскольку устанавливалась только одна антенна).

#### Конструкция передатчика
Двухкаскадный с модуляторной лампой. Выходной каскад выполнен на лампе ГКЭ-100, возбудитель ГУ-4, модулятор ГК-20. Частотный диапазон разбит на 4 поддиапазона: 2,5 — 4 МГц, 4 — 6 МГц, 6 — 9,6 МГц и 9,6 — 12 МГц. На 3-м и 4-м поддиапазонах выходной каскад работает в режиме удвоения частоты. Настройка плавная, для повышения стабильности есть возможность подключения внешних кварцевых резонаторов. Согласующее устройство рассчитано на использование несимметричных антенн длиной 6 — 12 метров. Мощность передатчика в телеграфном режиме в 1,5 раза выше а также отличается на нижней и верхней рабочих частотах (падает с увеличением частоты) в 1,5 — 2 раза. Имеется также режим пониженной в 10 раз мощности. Шкала настройки градуирована в условных «фиксированных волнах», в которых каждый мегагерц разделен по частоте на 40 волн через 25 кГц. Частоте 1 мегагерц соответствует волна № 40, 2МГц — № 80, 10 МГц — волна № 400 и т. д.

## РСБ-бис (обр. 1942)
Передатчик РСБ-бис, приемник УС, УС-3, УС-4 или КС-2. Мощность передатчика в телеграфном режиме 7…30 Вт, в телефонном — 1,5…7 Вт. Дальность связи с наземной станцией типа 11-АК или РАФ в полете на высоте 1000 м телеграфом — до 600…700 км, телефоном — до 100 км. При благоприятных условиях и правильном выборе рабочей частоты дальность может быть больше. Полный полетный вес радиостанции — около 47 кг. Приемники КС-2 изготавливались с 1942 г. из деталей и узлов гражданских приемников 6Н-1, изъятых у населения в первые дни войны.

## РСБ-3бис
Модификация радиостанции от 1936 года.
Мощность передатчика в телеграфном режиме до 45-50 Вт, вес радиостанции — 36 кг.
Заводская комплектация радиостанции РСБ-3бис(А, АД):
(взято из книги «Ли-2. Техническое описание». Государственное издательство оборонной промышленности. Москва, ОБОРОНГИЗ, 1951 год)
- Радиопередатчик РСБ-3бис(А, АД)
- Умформер РУК-300А
- Приёмник УС-1
- Умформер РУ-11А(М)
- Пульт управления
- Амперметр антенны и вольтметр накала
- Соединительные кабели
- Шлемофон
- ЗИП

## РСБ-Ф (обр. 1940)
Наземный вариант («Ф» от слова «фургон»), разработчики И. А. Щербаковский, Д. С. Елкин, И. С. Рябов. Предназначен для установки на автомобилях ГАЗ-ААА, ГАЗ-АА и других. Мог устанавливаться также на аэросанях, тачанках или перевозиться в специальных ящиках. Станция, установленная на автомобиле или аэросанях, допускала работу на ходу. Может работать в дуплексном режиме. Использовалась в радиосетях наземных войск и ВВС (в рамках предвоенной «Третьей системы радиовооружения Красной Армии» предназначалась для штабов армии, корпуса).

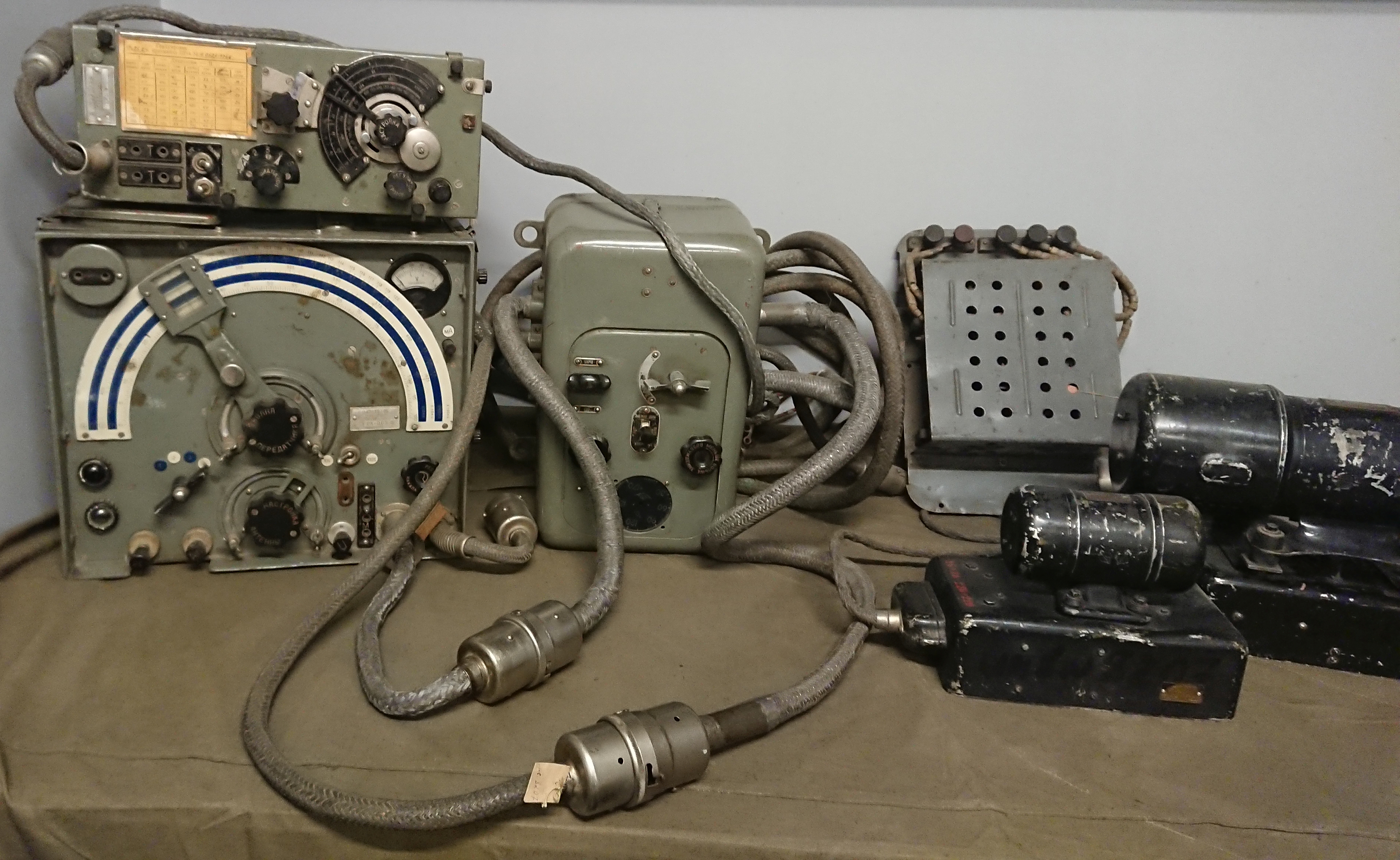
Радиостанция РСБ-Ф (наземный вариант) образца 1940 года

Передатчик — РСБ, приёмник — УС. Антенны — телескопическая мачта или луч высотой 10 м и штыревая высотой 4 м. Для развертывания станции с 10-м антенной требуется площадка 10×10 м.
Максимальная гарантированная дальность связи с равноценной станцией, телефоном/телеграфом:
- на стоянке на 4-м антенну — 30/60 км;
- на стоянке на 10-м антенну — 75/150 км;
- на ходу — 30/35 км.

При тщательном выборе рабочих частот дальность связи на стоянке может в несколько раз превышать гарантированную.
Передатчик допускает непрерывную работу в течение 20 мин, после чего нужно сделать 30-минутный перерыв.
Питание — от динамомашины с бензиновым двигателем и щелочных аккумуляторов.
Для круглосуточной работы радиостанции необходима команда из 6 человек, включая водителя. Дежурная смена состоит из радиста и радиомеханика, в крайнем случае — из одного радиста.

## РСБ-М
Модификация РСБ для морской авиации

## Другие
Индекс РСБ имели также авиационные передатчики 1940-х гг. Р-805 (РСБ-5) и Р-807 (РСБ-70), совершенно отличные от передатчика «Двина».